# Samostan svetega Nauma
Samostan svetega Nauma (makedonsko манастир „Свети Наум“) je vzhodnopravoslavni samostan v Severni Makedoniji, poimenovan po srednjeveškem svetem Naumu, ki ga je ustanovil. Stoji ob Ohridskem jezeru, 29 kilometrov južno od mesta Ohrid.
Območje Ohridskega jezera, vključno s svetim Naumom, je ena najbolj priljubljenih turističnih destinacij v Severni Makedoniji.

## Zgodovina
Samostan je okoli leta 895, v času Prvega bolgarskega cesarstva, s podporo bolgarskih carjev Borisa I. in Simeona I. ustanovil sam sveti Naum Ohridski. Po Naumovi smrti 23. decembra 910 je bil samostan posvečen in preimenovan v njegovo čast. V cerkvi je tudi pokopan.
Od 16. stoletja je v samostanu delovala grška šola.
Leta 1870 je požar uničil samostan do samostanske cerkve. Sedanji objekt je bil zgrajen v obdobju, ki je sledilo. Potem ko je regijo med balkansko vojno leta 1912 osvojila Srbija, so v bližini samostana zgradili rezidenco srbskega kralja in cerkev sv. Ivana Vladimirja.
Območje, kjer leži samostan sv. Nauma (albansko Manastiri Shën Naum) , je od leta 1913 do 1925 pripadalo Albaniji. Ahmet Zogu, ki je z jugoslovansko pomočjo decembra 1924 lahko prevzel oblast v Tirani, jo je v zahvalo za podporo odstopil Kraljevini Srbov, Hrvatov in Slovencev.
Danes samostana ni več, samostanska cerkev, značilna triladijska križno kupolasta cerkev, pa se uporablja za sakralne namene.

## Oprema
Notranjost cerkve je polna fresk, ki prikazujejo prizore iz življenja Nauma in drugih slovanskih apostolov. Na levi ob vhodu je upodobljen tudi bolgarski car Boris I. kot ktitor (ustanovitelj) samostana.
V samostanu je hotel, v toplejših mesecih pa je odprtih več restavracij. Avtobusi in trajekti redno vozijo med Ohridom in svetim Naumom.

## V umetnosti
Rebecca West je svojemu obisku svetega Nauma, ki se je zgodil leta 1937, posvetila poglavje v potopisni knjigi Black Lamb and Grey Falcon: A Journey Through Yugoslavia iz leta 1941.

## Galerija
- Zunanjost samostana
- Ohridsko jezero iz samostana
- Notranjost kupole
- Razglednica Ohrida, samostan sv. Nauma, 1934